# Mensch Computer
Der Mensch Computer ist ein Computersystem, das auf Western Design Centers WDC 65C265 Mikrocontroller aufsetzt und von der Firma Western Design Center produziert wird. Der Computer wurde benannt nach Bill Mensch, einem der Designer des 6502 Prozessors und Gründers der Firma Western Design Center.
Der Rechner wurde entwickelt für den Hobbybereich und für Kunden, die sich für die Funktionsweise von Computern interessieren, besonders auf der Ebene der Assemblersprache. Ein Großteil der Software, die auf dem Rechner ausgeführt werden kann, stammt von anderen  Systemen, die den Befehlssatz des 65816 oder 6502 Prozessors verstehen (z. B. Nintendo Entertainment System, Super Nintendo, oder Apple IIgs).
Der Mensch Computer besitzt einen ROM Monitor und etliche Software Routinen, die sich als Subroutinen auf dem ROM befinden.